# Набялек (герб)
Набялек (пол. Nabiałek) — шляхетський герб польського походження.

## Опис герба
У синьому полі срібна підкова з золотим лицарським хрестом в середині, таким же хрестом, без правого кінця, на підкові. Клейнод: три пера страуса.
Намет: червоний, підбитий сріблом.

## Найранніші згадки
Нобілітація Миколи Набялека, міщанина луковського від 2 травня 1596 року.

## Роди
Набялеки (Nabiałek).